# Ząbki (przystanek kolejowy)
Ząbki – przystanek osobowy obsługiwany przez Koleje Mazowieckie. Położony jest w obrębie ulic Kolejowej, Wojska Polskiego, 3 Maja i Stefana Batorego, w mieście Ząbki w województwie mazowieckim. Według klasyfikacji PKP ma kategorię dworca aglomeracyjnego.

## Ruch pasażerski
| Rok  | Wymiana pasażerska na dobę |
| ---- | -------------------------- |
| 2017 | 3 000-4 000                |
| 2022 | 1 000-1 500                |

16 czerwca 2007 r. przystanek Ząbki włączono do I strefy biletowej ZTM Warszawa w ramach oferty "Wspólny bilet ZTM – KM – WKD" jako przystanek graniczny. 3 kwietnia 2012 r. w wyniku negocjacji między starostą wołomińskim a ZTM Warszawa w kwestii finansowania połączeń kolejowych Ząbki zostały przesunięte do II strefy biletowej ZTM. Oferta ta obowiązywała jedynie do 30 czerwca 2013 r. w wyniku uprzedniego wypowiedzenia umowy przez ZTM. Powrót Ząbek do "Wspólnego biletu ZTM – KM – WKD" nastąpił 1 grudnia 2015 r.
| Linia | Operator           | Trasa |
| ----- | ------------------ | --- |
| R60   | Koleje Mazowieckie | Warszawa Wileńska – Warszawa Zacisze-Wilno – Ząbki – Zielonka – Kobyłka – Wołomin – Tłuszcz – Łochów – Małkinia – Czyżew |

## Opis przystanku

### Peron

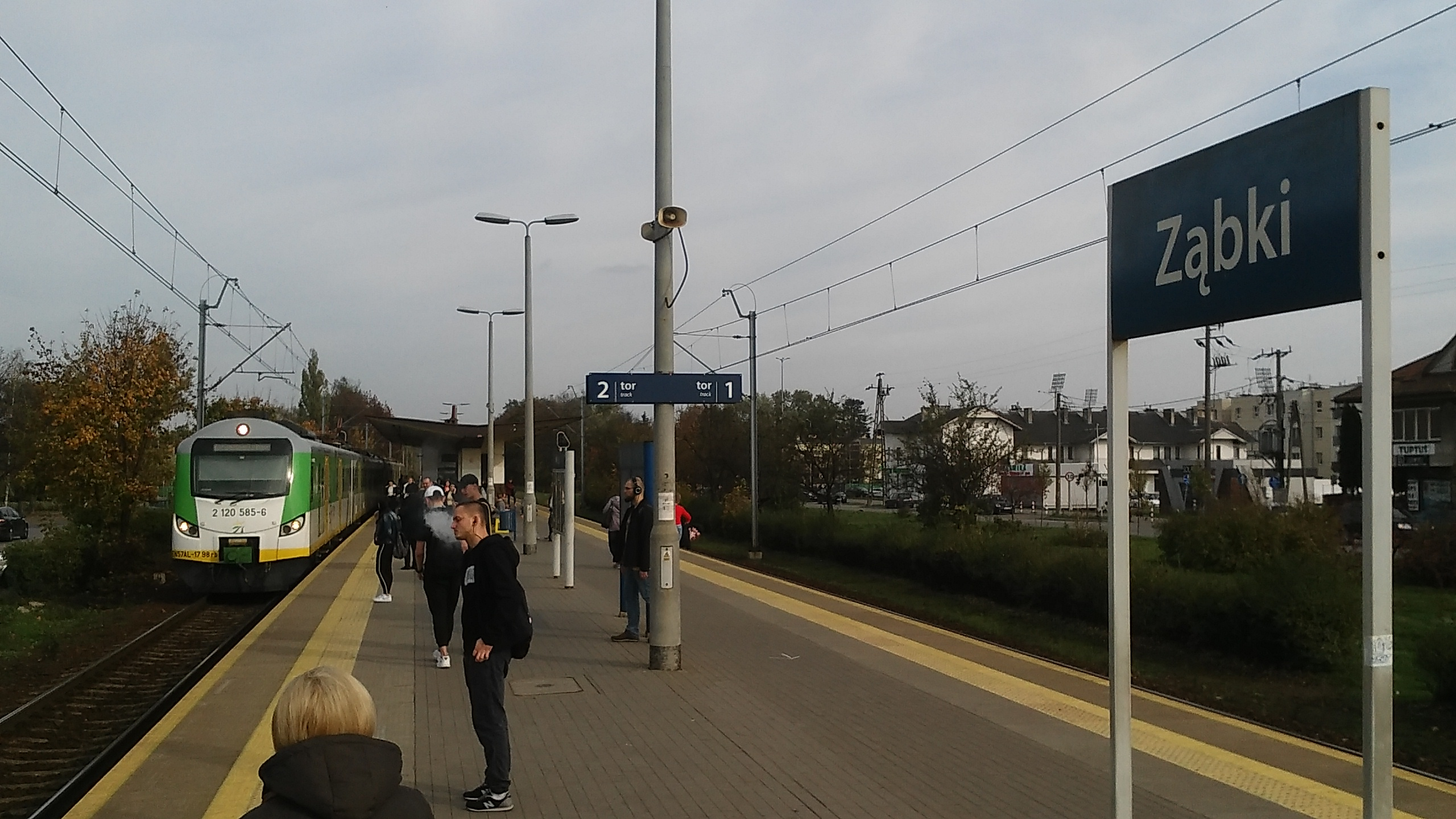
Przystanek kolejowy Ząbki

Przystanek składa się z jednego wysokiego peronu wyspowego o długości 205 metrów, 
Peron w obecnym kształcie powstał w 1948 roku. Pośrodku peronu stoi murowany, parterowy budynek z 1952 roku. W jednej jego zamkniętej części znajdowała się poczekalnia, natomiast w drugiej działa kasa biletowa. Przedłużony dach budynku stanowi częściowe zadaszenie peronu, do którego przymocowane jest oświetlenie. Na przełomie stycznia i lutego 2019 PKP podpisały z konsorcjum firm Helifactor i MERX umowę na budowę tzw. innowacyjnego dworca systemowego w formie klimatyzowanej poczekalni wraz pomieszczeniami kas biletowych i przestrzenią dla punktów handlowo-usługowych.

### Dostęp
Na zachodniej głowicy peronu, w miejscu dawnego przejazdu kolejowo-drogowego w ciągu ul. Stefana Batorego, znajduje się przejście naziemne z krętymi barierkami spowalniającymi.
Na wschodniej głowicy, w okolicach dawnego przejścia naziemnego, znajduje się zejście do zbudowanego w latach 2012–14 tunelu w ciągu ulic Wojska Polskiego i Orlej wraz z windą.

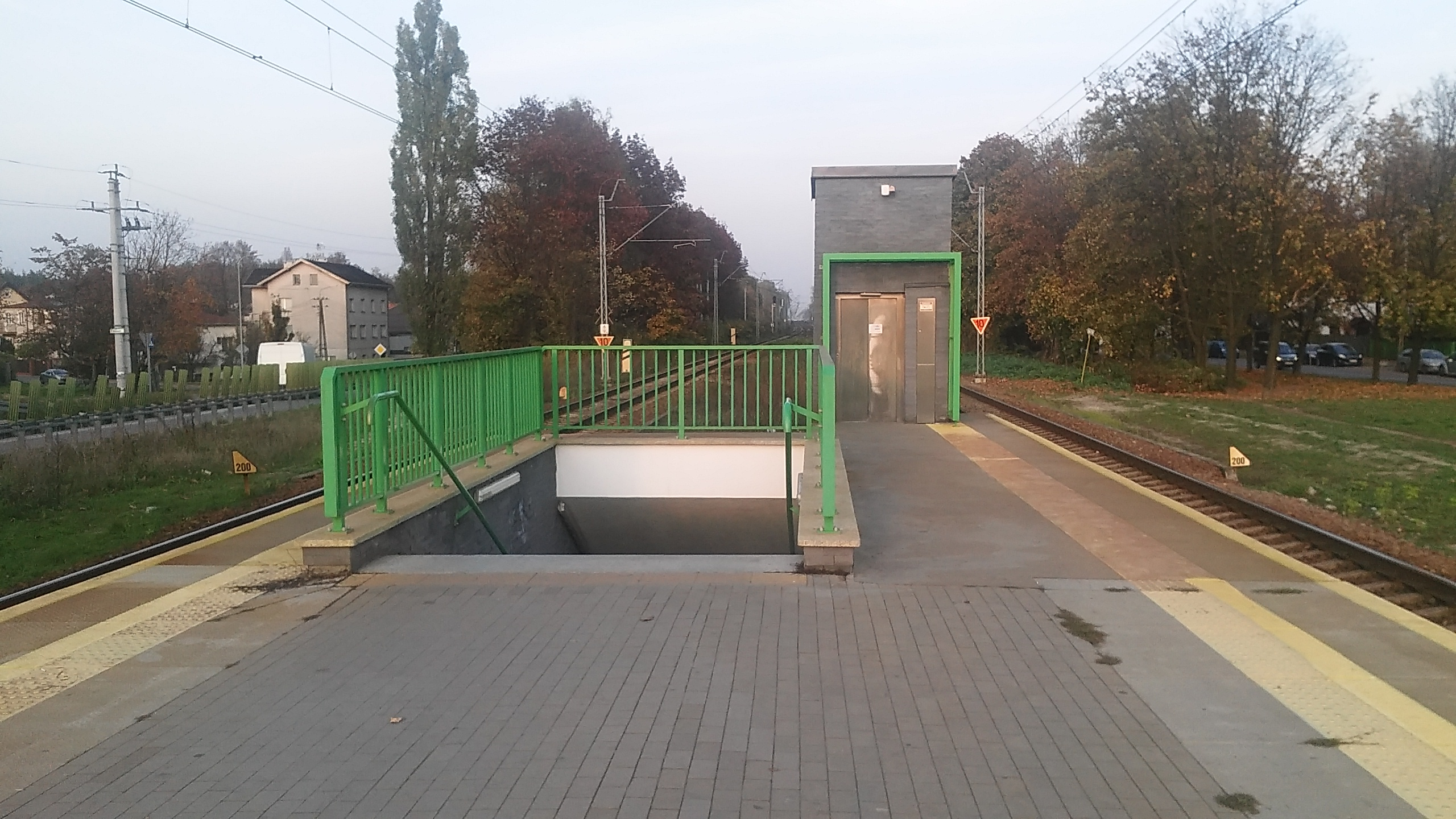
Przystanek kolejowy Ząbki – zejście z peronu do tunelu

### Otoczenie
28 czerwca 2014 r. oficjalnie otwarto tunel drogowy powstały po wschodniej stronie peronu łączący ulice Wojska Polskiego z Orlą wraz z towarzyszącym układem komunikacyjnym, chodnikiem oraz ścieżką rowerową. Pozwolił on na bezkolizyjne połączenie obydwu części centrum Ząbek przeciętych torami. Po oddaniu inwestycji do użytku zlikwidowano istniejący przejazd kolejowo-drogowy po zachodniej stronie peronu łączący ul. Stefana Batorego z ulicami Józefa Piłsudskiego i 3 Maja.

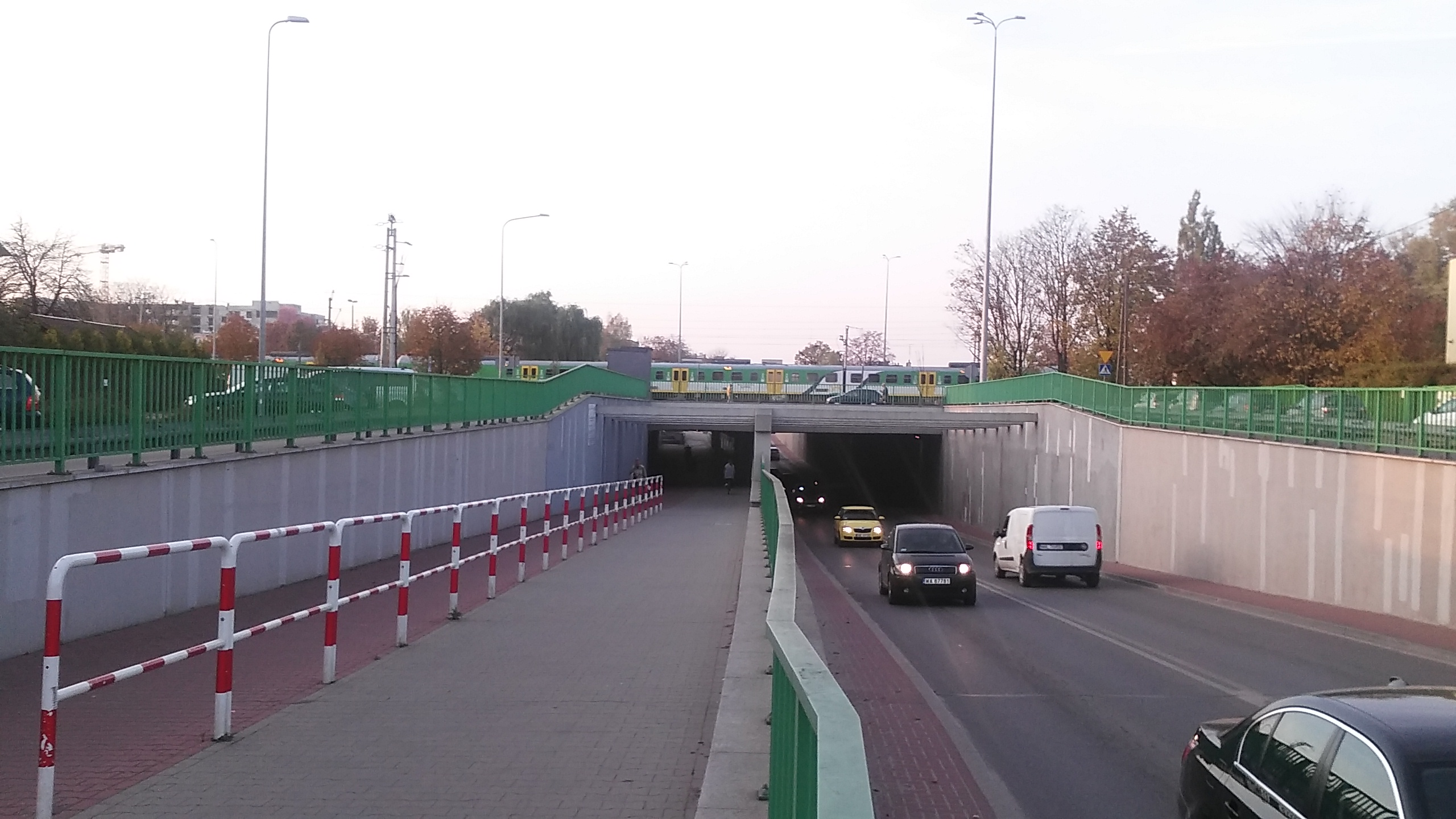
Tunel drogowy wraz chodnikiem i ścieżką rowerową

W pobliżu zlikwidowanego przejazdu znajduje się pochodzący prawdopodobnie z 1861 r. budynek kolejowy służący w przeszłości jako kasa biletowa, poczekalnia i pomieszczenie dla dyżurnego ruchu. Jest to jeden z najstarszych zachowanych w Ząbkach budynków.

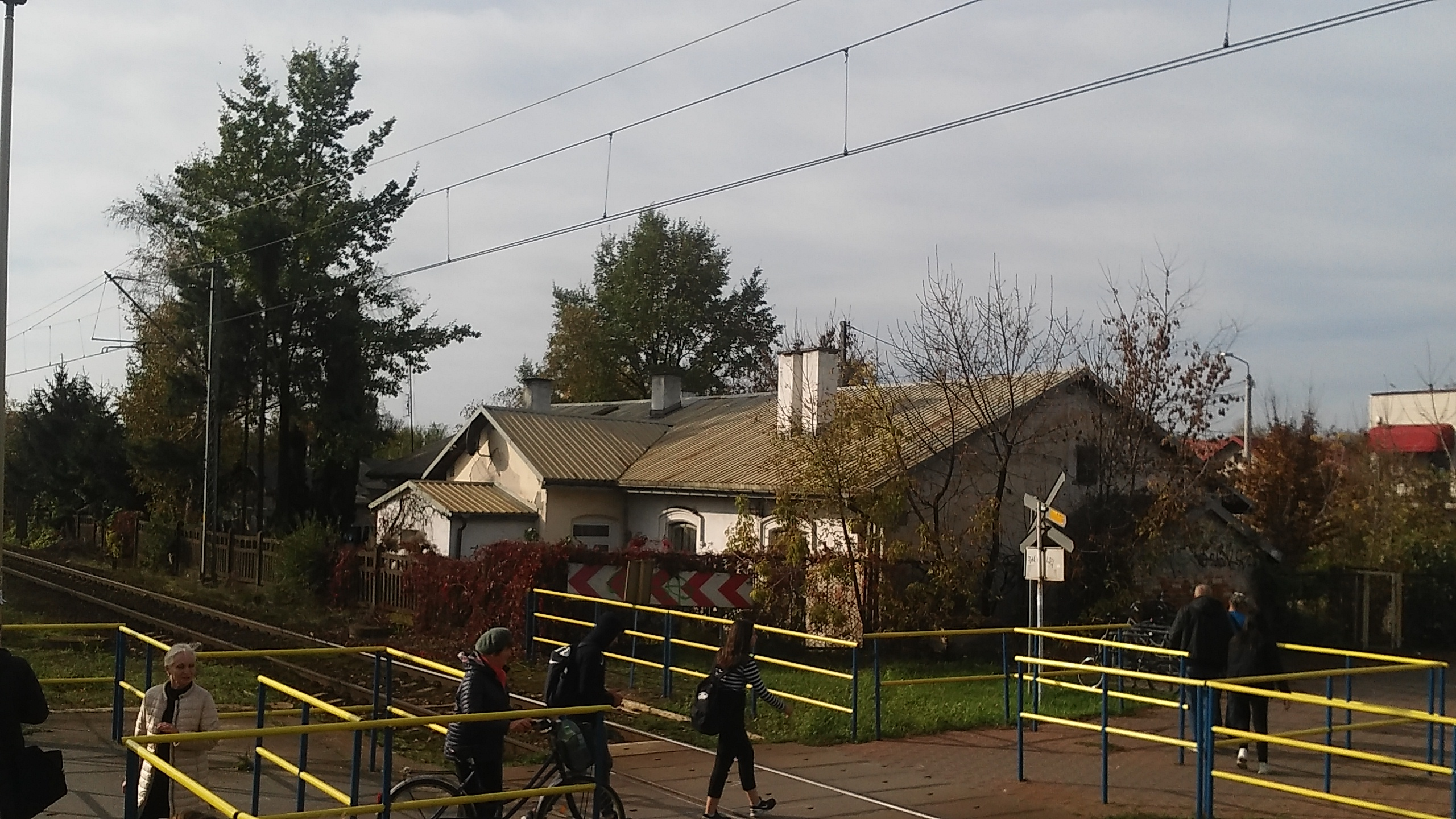
XIX-wieczny budynek kolejowy i przejście naziemne

Po południowej stronie przystanku pozostawiono rezerwę pod proponowane przedłużenie linii kolejowej nr 6 z Zielonki do Warszawy Wschodniej pozwalające na skrócenie dystansu i czasu przejazdu pociągów dalekobieżnych.